# Rismyr
Rismyr är en by i Älvros socken som ligger fyra kilometer öster om Älvros vid norra stranden av Ljusnan vid E45 i Härjedalens kommun, Jämtlands län.
I Rismyr bor det cirka tio invånare.